# American Football Verband Hessen
Der American Football Verband Hessen (AFVH) ist der Sportverband für American Football, Flag Football, Cheerleading, Australien Football und Lacrosse in Hessen, außerdem ist er einer der 15 Landesverbände des AFVD. Der 1982 gegründete Verband ist seit 1992 Mitglied im Landessportbund Hessen. Sitz des Verbands ist in Offenbach, aktueller Präsident ist Robert Huber.
Der AFVH organisiert zusammen mit dem AFCV Rheinland-Pfalz und dem AFCV Saarland eine Regionalliga und eine Oberliga für American Football. Zudem bietet der AFVH mehrere Landesligen für unterschiedliche Altersklassen im Jugendbereich sowie eine Damenaufbauliga an.

## Mitgliedsvereine
Zurzeit sind insgesamt 41 hessische Vereine Mitglied im AFVH:
- Bad Hersfeld Raiders
- Bad Homburg Sentinels
- Bürstadt Redskins
- Darmstadt Diamonds
- Eschborn Blue Diamonds
- Eschenburg Flames
- Eschwege Legionäre
- Frankfurt Cosmos Lacrosse Club
- Frankfurt Pirates
- Frankfurt Redbacks
- Frankfurt Universe
- Fulda Iron Horse
- Fulda Saints
- Fulda Saints Cheerleader
- Gernsheim Gladiators
- Gießen Golden Dragons
- Haitz Fire Angels
- Hanau Blaze'n Glory
- Hanau Hornets
- Hanau Ravens
- Kassel Raccoons
- Kassel Titans
- Kelkheim Lizzards
- Korbach Goldminers
- Mannebach Black Goats
- Marburg Mercenaries
- Marburg Saints
- Mensfelden Miners
- Münster Fireflags
- Nauheim Wild Boys
- Obertshausen Blizzards
- Offenbach Rockets
- Rodgau Pioneers
- Rüsselsheim Crusaders
- Schwalmstadt Warriors
- Sulzbach TSG
- Vellmar Blue Birds
- Walldorf Wanderers
- Wetterau Bulls
- Wetzlar Wölfe
- Wiesbaden Phantoms

### Erfolge

#### National
- Deutscher Meister (Herren Tackle): Frankfurter Löwen (2×)
- Deutscher Meister (Junioren Tackle): Darmstadt Diamonds (2×)
- Deutscher Meister (Indoor Flag): Kelkheim Lizzards (6×), Marburg Mercenaries (3×), Rüsselsheim Razorbacks (1×), Walldorf Wanderers (1×)

#### International
- EFAF-Cup: Marburg Mercenaries (1×)

## Jugendauswahlmannschaft
Seit 1993 stellt der AFVH eine Jugendauswahlmannschaft, die seit 1995 am jährlich stattfindenden Jugendländerturnier (JLT) teilnimmt und den Namen „Hessen Pride“ (dt. Hessens Stolz) trägt. In den Jahren 2001 und 2002 konnte die Mannschaft das JLT zweimal in Folge gewinnen. Zur Vorbereitung auf das JLT treffen sich die Landesverbände Bayern, Baden-Württemberg, Hessen, Rheinland-Pfalz und Saarland zu einem traditionellen Turnier.
Optisch trat Hessen Pride zuletzt in weißen Jerseys und weißen Hosen an, die blaue Schultern und Nummern sowie blaue Applikationen an den Oberschenkeln hatten.